# 前川裕
前川 裕（まえかわ ゆたか、1951年4月28日 -）は、日本の小説家、文学者。法政大学名誉教授。専門は比較文学、アメリカ文学。

## 経歴
東京都生まれ。一橋大学法学部法学科卒業、東京大学大学院人文科学研究科比較文学文化専門課程（比較文学専攻）修士課程修了後、博士課程中途退学。群馬大学教養部専任講師を経て、1982年より法政大学第一教養部専任講師、1989年より第一教養部教授、2003年より国際文化学部教授となる。1994年、スタンフォード大学アジア言語学部客員教授（Modern Japanese Literature担当）。2003年、『怨恨殺人』が第7回日本ミステリー文学大賞新人賞の最終候補となる。2011年、心理サスペンス『クリーピー』（応募時のタイトルは「CREEPY」）で第15回日本ミステリー文学大賞新人賞を受賞（同時受賞に川中大樹『茉莉花（サンパギータ）』）。2012年、同作で本格的に小説家デビューする。2022年法政大を定年退職、名誉教授。

## 著書

### 小説

#### クリーピー
- クリーピー（2012年2月 光文社 / 2014年3月 光文社文庫）
- クリーピー スクリーチ（2016年4月 光文社文庫）
- クリーピー クリミナルズ（2018年8月 光文社文庫）
  - 収録作品：洋上の告白 / 言わなくても分かっている / ローウェル・リーの憂鬱 / 悪意の陥穽 / あなたと一緒に踊りたいの！
- クリーピー ラバーズ（2020年2月 光文社文庫）
  - 収録作品：倒錯者 / 不法監禁 / 動機なし / アイヒマンの見た夕焼け / 気づいていなかっただけ / あなたの命
- クリーピー ゲイズ（2021年10月 光文社文庫）

#### 逸脱刑事
- 逸脱刑事（2024年3月 講談社文庫）
- 公務執行の罠 逸脱刑事（2025年2月 講談社文庫）

#### その他の作品
- 人生の不運（2005年2月 文芸社）
  - 【改題】深く、濃い闇の中に沈んでいる（2016年8月 文芸社文庫）
- アトロシティー（2013年2月 光文社 / 2015年7月 光文社文庫）
- 酷 ハーシュ（2014年2月 新潮社）
  - 【改題】ハーシュ（2019年8月 新潮文庫）
- アパリション（2014年5月 光文社 / 2016年10月 光文社文庫）
- 死屍累々の夜（2015年5月 光文社 / 2017年12月 光文社文庫）
- イン・ザ・ダーク（2015年7月 新潮社）
  - 【改題】魔物を抱く女―生活安全課刑事・法然隆三―（2020年6月 新潮文庫）
- イアリー 見えない顔（2016年11月 KADOKAWA / 2018年6月 角川文庫）
- 真犯人の貌 川口事件調査報告書（2018年9月 光文社）
  - 【改題】真犯人の貌（2024年1月 光文社文庫）
- アウトゼア 未解決事件ファイルの迷宮（2019年6月 光文社文庫）
  - 収録作品：しりょうのふね / 偽装者の顔 / たそがれの通り魔 / みちゆきの夜 / 冤罪の条件
- コウサツ 刑事課・桔梗里見の囮捜査（2019年8月 KADOKAWA）
  - 【改題】白昼の絞殺魔 刑事課・桔梗里見の猟奇ファイル（2021年8月 角川文庫）
- 文豪芥川教授の殺人講座（2020年4月 実業之日本社文庫）
- 愛しのシャロン（2020年8月 新潮社）
  - 【改題】号泣（2023年5月 新潮文庫）
- ビザール学園（2021年12月 講談社）
  - 【改題】感情麻痺学院（2024年6月 講談社文庫）
- ギニー・ファウル（2022年6月 光文社）
- 完黙の女（2023年5月 新潮社）
- 嗤う被告人（2025年1月 新潮社）

### 英語関連
- 2回目からのトラベル英会話 もっと楽しく絶対にトラブらない（1991年 角川・エス・エス・コミュニケーションズ）
- アメリカを自由に歩く旅の米会話（1994年 池田書店）
- 大学入試 英文読解を3週間でモノにする本（1996年 中経出版）
- 身近な表現力がUPする！ 英語変換力検定（2010年 池田書店）

### 翻訳
- ドミニク・ラカプラ『歴史と批評』（1989年 平凡社）

### アンソロジー
「」内が前川裕の作品
- 喧騒の夜想曲（2019年12月 光文社）「動機なし」
  - 【分冊・改題】喧騒の夜想曲 白眉編 Vol.2（2022年6月 光文社文庫）

### インタビュー・対談
- シークレット 綾辻行人ミステリ対談集 in 京都（2020年9月 光文社） - 綾辻行人との対談

## 映像化作品

### 映画
- クリーピー 偽りの隣人（2016年6月18日公開、配給：松竹 / アスミック・エース、監督：黒沢清、主演：西島秀俊、原作：クリーピー）[4]

### テレビドラマ
- イアリー 見えない顔（2018年8月4日 - 9月8日、全6話、WOWOW「連続ドラマW」枠、主演：オダギリジョー）[5]